# Division de Saharanpur
La Division de Saharanpur (hindi : सहारनपुर प्रभाग) est une  division administrative  de l'État indien de l'Uttar Pradesh.

## Districts
Elle est constituée de 3 districts :
- Saharanpur
- Muzaffarnagar
- Shamli